# Division 1 1961-1962
La Division 1 1961-1962 è stata la 25ª edizione della massima serie del campionato francese di calcio, disputato tra il 19 agosto 1961 e il 20 maggio 1962 e concluso con la vittoria del Stade Reims, al suo sesto titolo.
Capocannoniere del torneo è stato Sékou Touré (Montpellier), con 25 reti.

## Stagione

### Avvenimenti
Il campionato si aprì con i campioni in carica del Monaco e lo Stade Reims alternarsi in vetta alla classifica fino alla settima, quando questi ultimi si liberarono dei monegaschi. Inizialmente inseguito dal Lens, dopo quattro gare al comendo solitario lo Stade Reims venne dapprima raggiunto dai Sang et Or, e poi da un gruppo che includeva altre quattro squadre fra cui il Nîmes, che gradualmente si liberò di tutte le concorrenti e mantenne il primo posto solitario fino alla vigilia del giro di boa, quando venne raggiunto da un gruppo che includeva Stade Reims, Rennes e Sedan-Torcy.
Il Nîmes recuperò immediatamente la vetta della classifica e rimase al comando, a dispetto di alcune sconfitte di cui non seppe approfittare la principale inseguitrice, il Sedan-Torcy. Nel frattempo il RC Paris, fino a quel momento rimasto lontano dalla vetta, aveva dato avvio a una rimonta che lo porterà ad agganciare la capolista alla trentaquattresima, assieme allo Stade Reims. Questi ultimi si portarono subito in vetta alla classifica, ma una sconfitta contro il Sochaux alla penultima giornata li ricacciò indietro, permettendo al Nîmes di riprendere al vetta. Decisivo fu quindi l'andamento dell'ultima giornata: perdendo contro uno Stade Français ormai privo di obiettivi da raggiungere, il Nîmes lasciò il via libera alle due concorrenti, rispettivamente vincitrici dei match contro Monaco e Strasburgo. RC Paris e Stade de Reims conclusero quindi il campionato al comando ma, sebbene svantaggiati negli scontri diretti, furono questi ultimi ad essere premiati in ragione della migliore media reti.
I verdetti in chiave salvezza si decisero in anticipo rispetto alla fine del campionato: assieme al Sochaux, al Le Havre e al Metz, retrocesse con un turno di anticipo, cadde alla penultima giornata il Saint-Étienne.

## Classifica finale
|  | Pos. | Squadra         | Pt | G  | V  | N  | P  | GF | GS | MR    |
|  | ---- | --------------- | -- | -- | -- | -- | -- | -- | -- | ----- |
|  | 1.   | Stade Reims     | 48 | 38 | 21 | 6  | 11 | 83 | 60 | 1,383 |
|  | 2.   | RC Paris        | 48 | 38 | 21 | 6  | 11 | 86 | 63 | 1,365 |
|  | 3.   | Nîmes           | 47 | 38 | 21 | 5  | 12 | 68 | 60 | 1,133 |
|  | 4.   | FC Nancy        | 44 | 38 | 16 | 12 | 10 | 52 | 46 | 1,13  |
|  | 5.   | Sedan-Torcy     | 43 | 38 | 16 | 11 | 11 | 63 | 49 | 1,286 |
|  | 6.   | Monaco          | 43 | 38 | 17 | 9  | 12 | 65 | 57 | 1,14  |
|  | 7.   | Lens            | 42 | 38 | 19 | 4  | 15 | 67 | 52 | 1,288 |
|  | 8.   | Montpellier     | 39 | 38 | 15 | 9  | 14 | 69 | 64 | 1,078 |
|  | 9.   | Rouen           | 38 | 38 | 14 | 10 | 14 | 57 | 56 | 1,018 |
|  | 10.  | Stade Français  | 38 | 38 | 13 | 12 | 13 | 58 | 57 | 1,018 |
|  | 11.  | Tolosa          | 38 | 38 | 16 | 6  | 16 | 62 | 61 | 1,016 |
|  | 12.  | Rennes          | 38 | 38 | 13 | 12 | 13 | 58 | 63 | 0,921 |
|  | 13.  | Nizza           | 38 | 38 | 16 | 6  | 16 | 53 | 64 | 0,828 |
|  | 14.  | Angers          | 36 | 38 | 13 | 10 | 15 | 56 | 59 | 0,949 |
|  | 15.  | Strasburgo      | 34 | 38 | 12 | 10 | 16 | 45 | 54 | 0,833 |
|  | 16.  | Olympique Lione | 33 | 38 | 13 | 7  | 18 | 57 | 62 | 0,919 |
|  | 18.  | Saint-Étienne   | 30 | 38 | 10 | 10 | 18 | 55 | 60 | 0,917 |
|  | 18.  | Sochaux         | 28 | 38 | 8  | 12 | 18 | 55 | 69 | 0,797 |
|  | 19.  | Le Havre        | 28 | 38 | 7  | 14 | 17 | 34 | 57 | 0,596 |
|  | 20.  | Metz            | 27 | 38 | 9  | 9  | 20 | 49 | 79 | 0,62  |

Legenda:
      Campione di Francia e ammessa alla Coppa dei Campioni 1962-1963.
      Retrocessa in Division 2 1962-1963 ma qualificata in Coppa delle Coppe 1962-1963.
      Retrocesse in Division 2 1962-1963.
Note:
Due punti a vittoria, uno a pareggio, zero a sconfitta.

### Squadra campione
| Formazione tipo | Giocatori (presenze)   |
| --- | ---------------------- |
| Colonna Rodzik Wendling Siatka Moreau Vincent Piantoni Muller Kopa Akesbi Sauvage | Dominique Colonna (27) |
| Colonna Rodzik Wendling Siatka Moreau Vincent Piantoni Muller Kopa Akesbi Sauvage | Robert Siatka (34)     |
| Colonna Rodzik Wendling Siatka Moreau Vincent Piantoni Muller Kopa Akesbi Sauvage | Jean Wendling (35)     |
| Colonna Rodzik Wendling Siatka Moreau Vincent Piantoni Muller Kopa Akesbi Sauvage | Bruno Rodzik (38)      |
| Colonna Rodzik Wendling Siatka Moreau Vincent Piantoni Muller Kopa Akesbi Sauvage | Marcel Moreau (24)     |
| Colonna Rodzik Wendling Siatka Moreau Vincent Piantoni Muller Kopa Akesbi Sauvage | Jean Vincent (37)      |
| Colonna Rodzik Wendling Siatka Moreau Vincent Piantoni Muller Kopa Akesbi Sauvage | Lucien Muller (32)     |
| Colonna Rodzik Wendling Siatka Moreau Vincent Piantoni Muller Kopa Akesbi Sauvage | Roger Piantoni (18)    |
| Colonna Rodzik Wendling Siatka Moreau Vincent Piantoni Muller Kopa Akesbi Sauvage | Raymond Kopa (30)      |
| Colonna Rodzik Wendling Siatka Moreau Vincent Piantoni Muller Kopa Akesbi Sauvage | Hassan Akesbi (36)     |
| Colonna Rodzik Wendling Siatka Moreau Vincent Piantoni Muller Kopa Akesbi Sauvage | Paul Sauvage (24)      |
| Altri giocatori: Abdallah Azhar (18), François Soltys (16), Léon Glovacki (11), Maurice Barreau (10), François Bruant (7), Just Fontaine (7), Bernard Hiegel (7), Claude Robin (6), Claude Dubaële (4), Marcel Dantheny (1) |                        |

## Statistiche

### Capoliste solitarie
|    | —— | ——          | —— | ——     | —— | ——          | ——          | ——          | ——          | ——  | ——  | ——  | ——  | ——  | ——    | ——    | ——    | ——  | ——    | ——    | ——  | ——    | ——    | ——    | ——    | ——    | ——    | ——    | ——    | ——    | ——    | ——  | ——          | ——          | ——          | ——    | ——  | —— |  |
|    |    | Stade Reims |    | Monaco |    | Stade Reims | Stade Reims | Stade Reims | Stade Reims |     |     |     |     |     | Nîmes | Nîmes | Nîmes |     | Nîmes | Nîmes |     | Nîmes | Nîmes | Nîmes | Nîmes | Nîmes | Nîmes | Nîmes | Nîmes | Nîmes | Nîmes |     | Stade Reims | Stade Reims | Stade Reims | Nîmes |     |    |  |
|    |    |             |    |        |    |             |             |             |             |     |     |     |     |     |       |       |       |     |       |       |     |       |       |       |       |       |       |       |       |       |       |     |             |             |             |       |     |    |  |
|    |    |             |    |        |    |             |             |             |             |     |     |     |     |     |       |       |       |     |       |       |     |       |       |       |       |       |       |       |       |       |       |     |             |             |             |       |     |    |  |
| 1ª | 2ª | 3ª          | 4ª | 5ª     | 6ª | 7ª          | 8ª          | 9ª          | 10ª         | 11ª | 12ª | 13ª | 14ª | 15ª | 16ª   | 17ª   | 18ª   | 19ª | 20ª   | 21ª   | 22ª | 23ª   | 24ª   | 25ª   | 26ª   | 27ª   | 28ª   | 29ª   | 30ª   | 31ª   | 32ª   | 33ª | 34ª         | 35ª         | 36ª         | 37ª   | 38ª |    |  |

#### Classifiche di rendimento

##### Rendimento andata-ritorno
| Andata          | Andata | Ritorno         | Ritorno |
|                 |        |                 |         |
| Sedan-Torcy     | 25     | RC Paris        | 28      |
| Nîmes           | 25     | Strasburgo      | 23      |
| Stade Reims     | 25     | FC Nancy        | 23      |
| Rennes          | 25     | Stade Reims     | 23      |
| Monaco          | 23     | Nîmes           | 22      |
| Lens            | 22     | Nizza           | 22      |
| FC Nancy        | 21     | Stade Français  | 21      |
| Montpellier     | 21     | Lens            | 20      |
| RC Paris        | 20     | Monaco          | 20      |
| Rouen           | 20     | Angers          | 20      |
| Tolosa          | 19     | Tolosa          | 19      |
| Stade Français  | 17     | Olympique Lione | 18      |
| Saint-Étienne   | 16     | Montpellier     | 18      |
| Angers          | 16     | Sedan-Torcy     | 18      |
| Nizza           | 16     | Rouen           | 18      |
| Sochaux         | 15     | Le Havre        | 14      |
| Olympique Lione | 15     | Saint-Étienne   | 14      |
| Le Havre        | 14     | Sochaux         | 13      |
| Metz            | 14     | Metz            | 13      |
| Strasburgo      | 11     | Stade Rennes    | 13      |

##### Rendimento casa-trasferta
| In casa         | In casa | In trasferta    | In trasferta |
|                 |         |                 |              |
| Lens            | 33      | RC Paris        | 23           |
| Nîmes           | 32      | Stade Reims     | 22           |
| FC Nancy        | 29      | Monaco          | 18           |
| Nizza           | 29      | Sedan-Torcy     | 17           |
| Montpellier     | 28      | Stade Français  | 16           |
| Sedan-Torcy     | 26      | FC Nancy        | 15           |
| Stade Reims     | 26      | Nîmes           | 15           |
| Monaco          | 25      | Olympique Lione | 14           |
| RC Paris        | 25      | Strasburgo      | 13           |
| Rouen           | 25      | Rouen           | 13           |
| Tolosa          | 25      | Tolosa          | 13           |
| Rennes          | 25      | Rennes          | 13           |
| Angers          | 24      | Angers          | 12           |
| Saint-Étienne   | 23      | Montpellier     | 11           |
| Stade Français  | 22      | Lens            | 9            |
| Strasburgo      | 21      | Le Havre        | 9            |
| Sochaux         | 20      | Nizza           | 9            |
| Metz            | 20      | Sochaux         | 8            |
| Olympique Lione | 19      | Saint-Étienne   | 7            |
| Le Havre        | 19      | Metz            | 7            |

#### Primati stagionali
Squadre
- Maggior numero di vittorie: Stade Reims, RC Paris, Nîmes (21)
- Minor numero di sconfitte: FC Nancy (10)
- Migliore attacco: RC Paris (86)
- Miglior difesa: FC Nancy (46)
- Miglior differenza reti: Stade Reims, RC Paris (+23)
- Maggior numero di pareggi: Le Havre (14)
- Minor numero di pareggi: Lens (4)
- Maggior numero di sconfitte: Metz (20)
- Minor numero di vittorie: Le Havre (7)
- Peggior attacco: Le Havre (34)
- Peggior difesa: Metz (79)
- Peggior differenza reti: Metz (-30)

### Individuali

#### Classifica marcatori
| Gol |  |  | Giocatore             | Squadra         |
| --- |  |  | --------------------- | --------------- |
| 25  |  |  | Sékou Touré           | Montpellier     |
| 23  |  |  | Hassan Akesbi         | Stade Reims     |
| 20  |  |  | Michel Lafranceschina | Lens            |
| 19  |  |  | Casimir Koza          | Strasburgo      |
| 18  |  |  | Fleury Di Nallo       | Olympique Lione |
| 18  |  |  | José Parodi           | Nîmes Olympique |
| 18  |  |  | Khennane Mahi         | Rennes          |
| 16  |  |  | Roger Piantoni        | Stade Reims     |
| 15  |  |  | Michel Stievenart     | Angers          |
| 15  |  |  | Jean-Jacques Marcel   | RC Paris        |
| 14  |  |  | Ginès Liron           | Saint-Étienne   |
| 14  |  |  | François Heutte       | RC Paris        |
| 14  |  |  | Joseph Ujlaki         | RC Paris        |
| 13  |  |  | Nestor Combin         | Olympique Lione |
| 13  |  |  | Pierre Dorsini        | Tolosa          |

## Percorso dei club nelle coppe europee
| Club            | Competizione       | Risultato   | Ultimo avversario              |
| --------------- | ------------------ | ----------- | ------------------------------ |
| Monaco          | Coppa dei Campioni | Primo turno | Rangers (2-3; 2-3)             |
| Sedan-Torcy     | Coppa delle Coppe  | Primo turno | Atlético Madrid (2-3; 1-4)     |
| Olympique Lione | Coppa delle Fiere  | Primo turno | Sheffield Wednesday (4-2; 2-5) |
| Strasburgo      | Coppa delle Fiere  | Primo turno | MTK Budapest (1-3; 2-10)       |